# Sertindol
Sertindol este un antipsihotic atipic derivat de indol, fiind utilizat în tratamentul schizofreniei. Calea de administrare disponibilă este cea orală.